# Leroy Burrell
Leroy Russell Burrell (* 21. Februar 1967 in Lansdowne, Pennsylvania) ist ein ehemaliger US-amerikanischer Leichtathlet und Olympiasieger.
Eine schlechte Sehkraft, bedingt durch eine Augenverletzung in der Kindheit, machte viele Sportarten für ihn unmöglich, aber schon in seiner Jugend war er ein erstaunlicher Läufer. Er studierte an der University of Houston und nahm erfolgreich am Leichtathletik-Programm teil. Burrell war während seiner ganzen sportlichen Karriere von Verletzungen geplagt und vom Pech verfolgt.
Im Juni 1991 stellte er einen Weltrekord mit 9,90 s über 100 Meter auf, der zwei Monate später von Carl Lewis gebrochen wurde. 1994 stellte er mit 9,85 s erneut einen Weltrekord auf, der dieses Mal bis 1996 Gültigkeit hatte. Bei den Leichtathletik-Weltmeisterschaften 1991 in Tokio gewann er die Silbermedaille im 100-Meter-Lauf und die Goldmedaille mit der 4-mal-100-Meter-Staffel.
Bei den Olympischen Spielen 1992 in Barcelona hatte er über 100 Meter zuerst einen Fehlstart. Bei der Startwiederholung blieb seine Reaktion auf der Strecke, und er kam zu langsam von den Startblöcken weg, um noch eine Chance auf eine Medaille zu haben. In der 4-mal-100-Meter-Staffel gewann er die Goldmedaille zusammen mit seinen Teamkollegen Michael Marsh, Dennis Mitchell und Carl Lewis, vor den Teams aus Nigeria und Kuba. Bei den Weltmeisterschaften 1993 in Stuttgart nahm er nur in der Staffel teil. Mit dieser erzielte er im Halbfinale einen Weltrekord und gewann die Goldmedaille.
Nach seinem Rücktritt vom aktiven Sport hat Burrell seinen ehemaligen College-Mentor Tom Tellez als Trainer-Nachfolger des Leichtathletikteams der Universität ersetzt. 1994 heiratete er die Sprinterin Michelle Finn. Mit ihr und den gemeinsamen drei Söhnen lebt er in Houston.

## Auszeichnungen
- Weltsportler des Jahres (La Gazzetta dello Sport): 1994
- Weltmannschaft des Jahres: 1993 mit der 4-mal-100-Meter-Staffel (gemeinsam mit Jon Drummond, Andre Cason und Dennis Mitchell)